# Anthrax spathistylus
Anthrax spathistylus är en tvåvingeart som beskrevs av Hesse 1956. Anthrax spathistylus ingår i släktet Anthrax och familjen svävflugor. Inga underarter finns listade i Catalogue of Life.